# Mouvement du 26 Juillet
Le mouvement du 26 juillet (M-26-7, M-26) a été créé en 1955 par Fidel Castro pour regrouper les survivants à l'issue de l'échec sanglant de l'attaque de la caserne de la Moncada à Santiago de Cuba le 26 juillet 1953.

## Histoire
Cette attaque dirigée par Fidel Castro, âgé alors de 26 ans, avait été menée par 123 jeunes issus principalement des jeunesses du parti orthodoxe, en acte de résistance contre le régime de Fulgencio Batista. La caserne de la Moncada, qui compte alors 400 soldats, est la principale place forte de la région de Santiago de Cuba, capitale de la province Oriente, le far-est cubain, où les exploitations agricoles tirent des profits souvent illicites de la multitude des immigrés haïtiens qui, venant d'un pays pauvre, se contentent d'un faible salaire et ne sont pas en situation de se plaindre des conditions de travail ou des violations contractuelles.
L'attaque de la caserne de la Moncada est un échec sanglant. Les attaquants profitent d'une nuit de carnaval pour lancer leur attaque. L'effet de surprise est en partie gâché par la présence de deux gardes à un endroit inattendu et, selon certaines sources, par l'apparente maladresse de Fidel Castro au volant d'une des quinze voitures assaillantes[réf. nécessaire]. L'effet de surprise permet aux assaillants de tuer quelques gardes et de faire irruption dans des dortoirs. Devant la contre-attaque, des assaillants paniquent. Au total, 22 soldats sont tués, la plupart encore en pyjama. Devant le massacre des leurs, les soldats se montrent en retour d'une sauvagerie sans pitié et tuent des assaillants, interrogeant ou tuant parfois à coup de crosse ceux qui se rendent. Les survivants s'enfuient ou seront jugés. Au total, la moitié des assaillants trouvent la mort.
Fidel Castro est arrêté le 1er août puis, bénéficiant de l'intercession de Monseigneur Enrique Pérez Serantes, ami de son père Ángel Castro, il n'est condamné qu'à une peine de 15 ans de prison. Il est amnistié et exilé en 1955, n'effectuant ainsi que 18 mois de prison.
Après cet échec sanglant, Fidel Castro cherche à retrouver une direction parmi les révolutionnaires démocrates et il crée le mouvement du 26 Juillet qui regroupe la plupart des survivants.
Le M-26 devient l'un des principaux foyers de guérillas anti-Batista. Il est divisé en M-26 urbain et M-26 Sierra.
- Le M-26 urbain est placé sous les ordres de Frank País, chef aimé et reconnu, assassiné en juillet 1957. La guérilla de terrain du M-26 urbain est décisive dans l'effondrement du régime de Batista. Le M-26 urbain subit de lourdes pertes, qui atteignent dans certaines villes une forte proportion de ses effectifs. Le M-26 urbain fournit le M-26 Sierra en équipement, en nourriture et aussi en nouvelles recrues.
- Le M-26 Sierra est internationalement médiatisé et placé sous les ordres directs de Fidel Castro. Lors du débarquement à Cuba en provenance du Mexique à bord du Granma, la plupart des 82 guérilleros du groupe initial sont tués au combat ou abattus sommairement ; seul un petit groupe d'une douzaine de combattants parvient à atteindre la Sierra[3]. Le M-26 Sierra grossit progressivement, notamment du fait des recrues envoyées par le M-26 urbain. Quand le régime de Fulgencio Batista, miné par les guérillas urbaines, est sur le point de s'effondrer, le M-26 Sierra descend dans la plaine et prend part aux combats, rejoint par de nombreux combattants improvisés, obtenant des victoires spectaculaires face à une armée démoralisée dont les soldats désertent en masse. Parmi les membres du M-26 sierra : Fidel Castro, Che Guevara, Huber Matos, Camilo Cienfuegos.

Aux derniers jours de décembre 1958, le M-26 sous la conduite de Fidel Castro prend les commandes de Cuba, en collaboration avec d'autres mouvances révolutionnaires anti-Batista.
Selon l'historien cubain René González, « Fidel Castro a toujours eu beaucoup de respect pour les prisonniers de guerre pendant la guérilla. Aucun n'a été abattu, ils recevaient des soins médicaux et certains ont rejoint la guérilla ». Après la prise du pouvoir, des procès politiques sont menés contre d'anciens responsables du régime de Fulgencio Batista, dont au moins 150 sont fusillés.
Le nombre exact de victimes de la répression par les troupes de Batista est inconnu, les estimations variant entre quelques milliers et plus de 20 000. En 1960, le président américain Kennedy reconnaît l'erreur de soutenir ce régime et avance lui aussi le nombre de 20 000 morts.
Durant la période de guérilla, Fidel Castro privilégie les militants communistes ou leurs amis politiques. L'un d'entre eux se nomme Che Guevara, qui introduit de jeunes recrues illettrées de sa colonne à la lecture d'ouvrages marxistes-léninistes, préparant l'éducation marxiste-léniniste de l'armée révolutionnaire qui a lieu dès la prise de pouvoir aux premiers jours de 1959.
Le 26 juillet devient une fête nationale,, à sa prise de pouvoir.